# Соколозеро
Соколозеро — пресноводное озеро на территории Кестеньгского сельского поселения Лоухского района Республики Карелии.
Является частью Иовского водохранилища.

## Общие сведения
Площадь озера — 36,7 км², площадь водосборного бассейна — 13900 км². Располагается на высоте 72,0 метров над уровнем моря.
Форма озера продолговатая: оно почти на десять километров вытянуто с северо-запада на юго-восток. Берега изрезанные, каменисто-песчаные, преимущественно возвышенные, скалистые.
Через озеро течёт в река Ковда, впадающая в Белое море.
С юго-запада в Соколозеро впадают две реки: Сенная и Левгус (с притоком ручья Левгуса).
В озере более трёх десятков безымянных островов различной площади.
Населённые пункты и автодороги вблизи водоёма отсутствуют.
Код объекта в государственном водном реестре — 02020000511102000000956.